# لنگوین (دهانه)
لنگوین یک دهانه برخوردی در ماه‌ است.

## دهانه‌های اقماری
این دهانه ۲ دهانه اقماری دارد.
| Langevin | عرض جغرافیایی | طول جغرافیایی | قطر          |
| -------- | ------------- | ------------- | ------------ |
| C        | ۴۶.۴° N       | ۱۶۵.۵° E      | ۱۹.۰ کیلومتر |
| K        | ۴۱.۶° N       | ۱۶۳.۸° E      | ۱۷.۰ کیلومتر |